# Ray Donovan
Pour le secrétaire au Travail de la présidence Reagan, voir Raymond Donovan.
Ray Donovan est une série télévisée américaine en 82 épisodes d'environ 55 minutes créée par Ann Biderman diffusée entre le 30 juin 2013 et le 19 janvier 2020 sur Showtime et en simultané sur The Movie Network au Canada.
En France, la série est diffusée depuis le 31 mars 2014 sur Jimmy et rediffusée depuis le 9 octobre 2014 sur Canal+, et au Québec, depuis le 24 juin 2014 à Super Écran.
À la suite de l'arrêt surprise de la série et après la demande des fans, un téléfilm est produit. Ray Donovan: The Movie est diffusé en 2022.

## Synopsis
Ray Donovan travaille pour un influent cabinet d'avocats. Les familles les plus aisées de Los Angeles font appel à lui lorsqu'elles sont dans une situation compromettante. Ray et son agence arrangent la vérité pour les médias afin de sauver des carrières. Mais Ray pourrait être rattrapé par son passé : son père Mickey, un arnaqueur qu'il a aidé à mettre en prison, est placé en liberté conditionnelle et veut renouer avec sa famille. Ray refuse de laisser revenir l'homme qui a détruit sa vie.

## Distribution

### Acteurs principaux
- Liev Schreiber (VF : Thierry Hancisse) : Raymond « Ray » Donovan
- Paula Malcomson (VF : Stéphanie Lafforgue) : Abby Donovan, la femme de Ray, (principal saison 1 à 4, invitée saison 5)
- Jon Voight (VF : Bernard Tiphaine[n 1] puis Frédéric Cerdal[n 2]) : Mickey Donovan, le père de Ray
- Eddie Marsan (VF : Gérard Darier) : Terrence « Terry » Donovan, grand frère de Ray
- Dash Mihok (VF : Jérôme Pauwels) : Brendan « Bunchy » Donovan, petit frère de Ray
- Steven Bauer (VF : Frédéric Norbert) : Avi, le bras droit de Ray
- Katherine Moennig (VF : Julie Dumas) : Lena, l'assistante de Ray
- Pooch Hall (VF : Daniel Lobé) : Daryll Donovan, le demi-frère de Ray
- Kerris Dorsey (VF : Lisa Caruso) : Bridget Donovan, la fille de Ray
- Devon Bagby (VF : Hervé Grull) : Conor Donovan, le fils de Ray

Photos des acteurs principaux
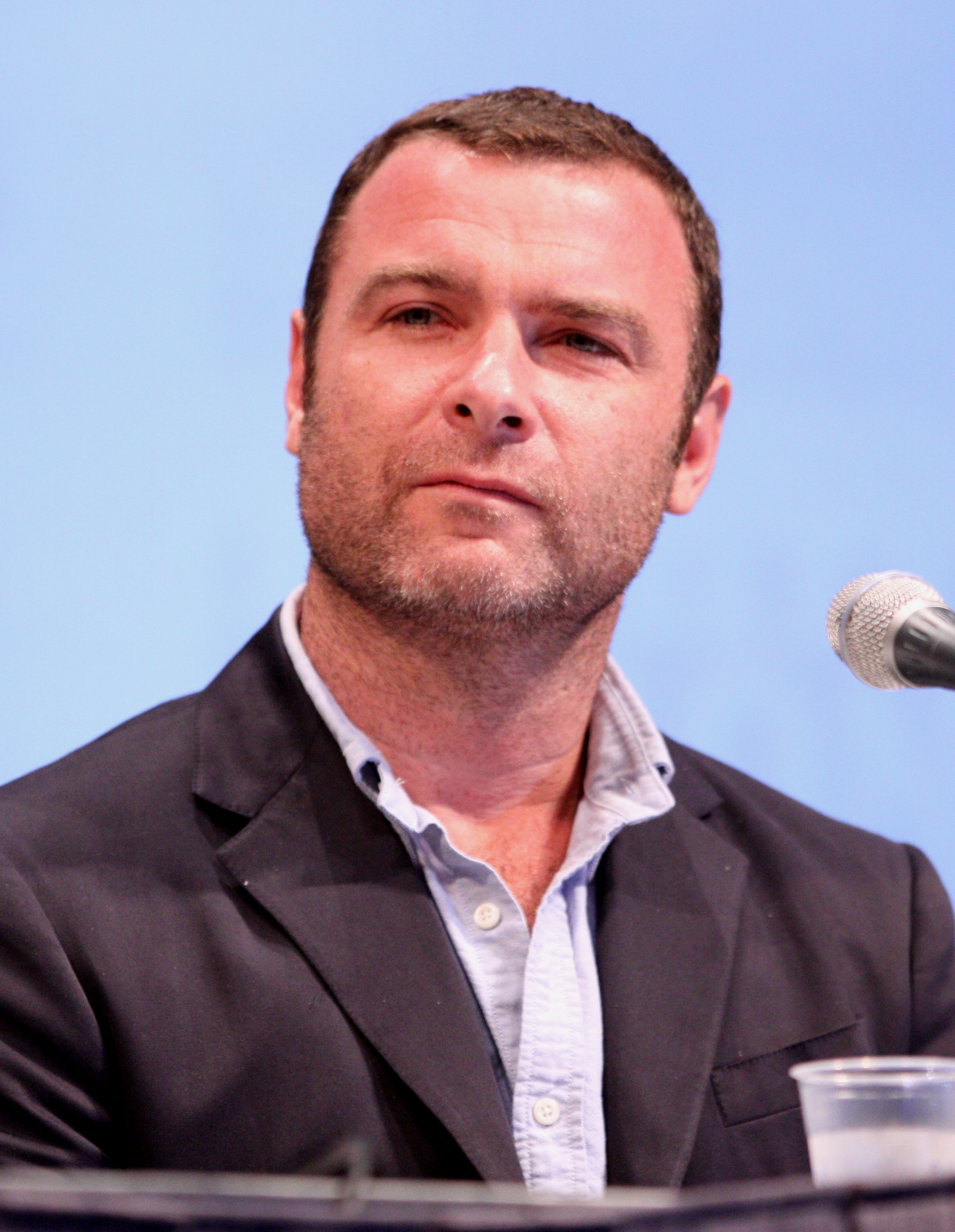
Liev Schreiber interprète Raymond « Ray » Donovan
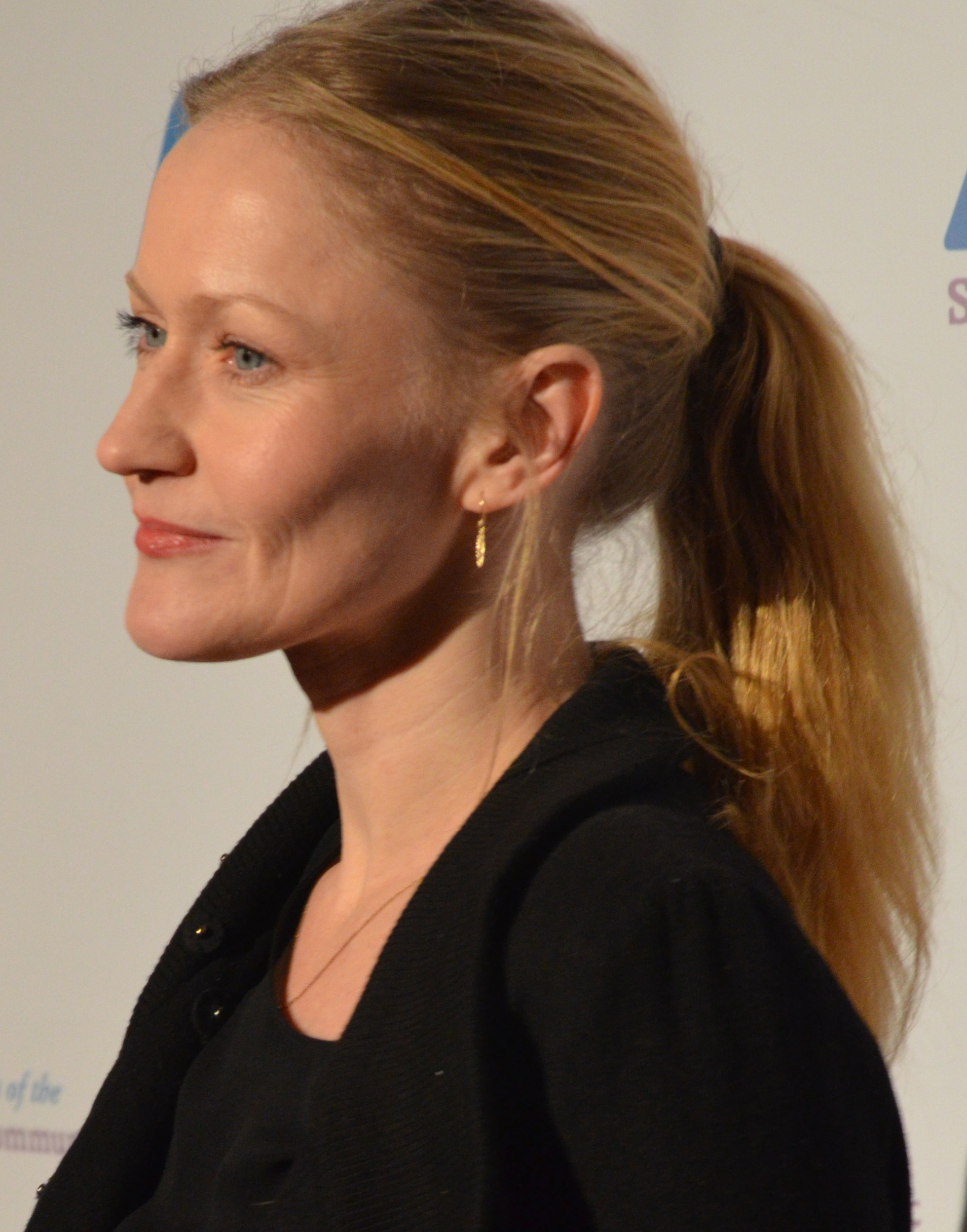
Paula Malcomson interprète Abby Donovan
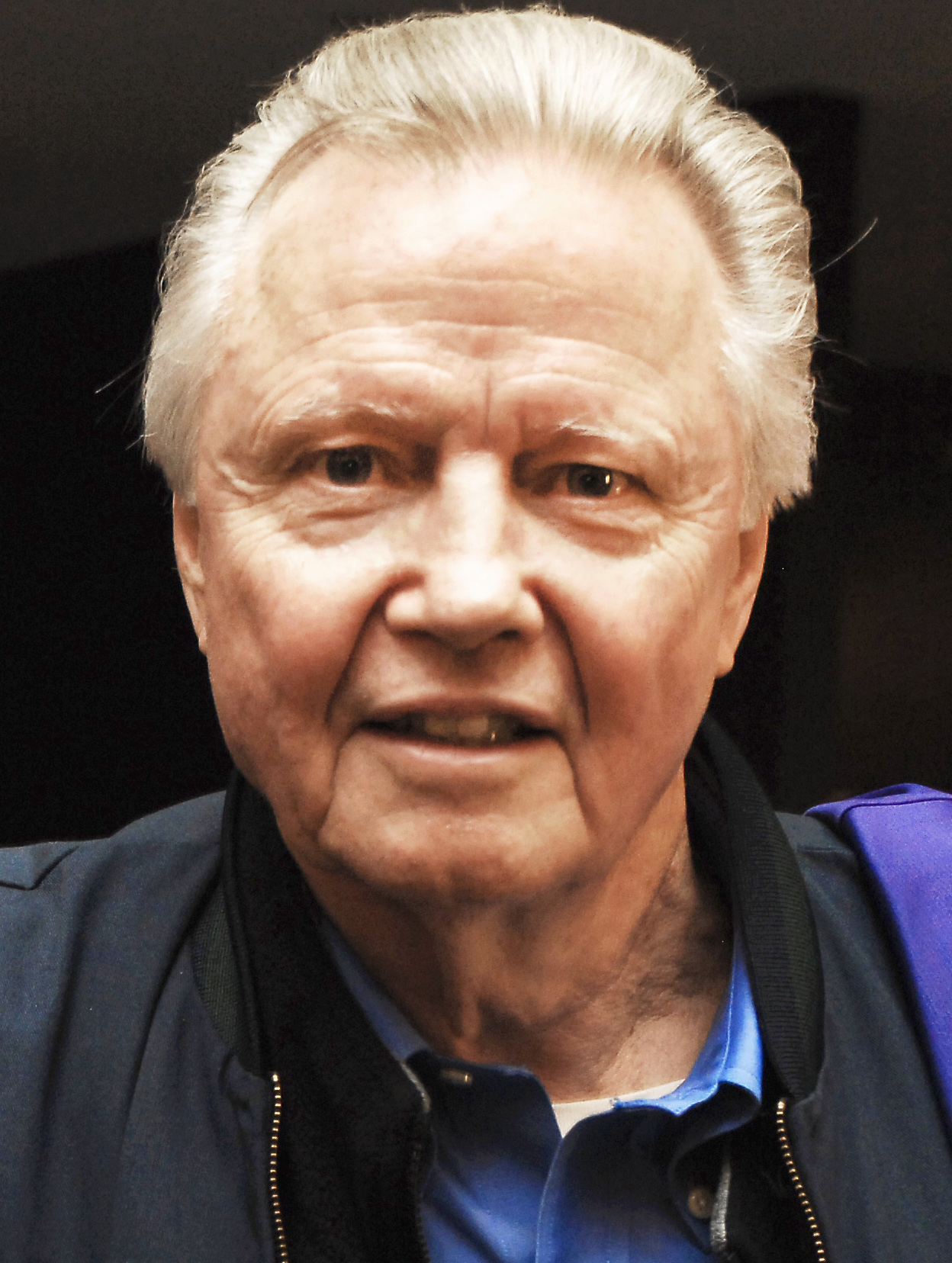
Jon Voight interprète Mickey Donovan
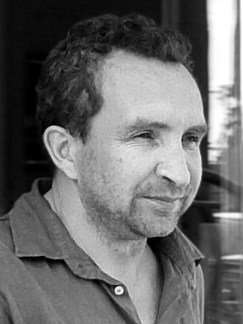
Eddie Marsan interprète Terrence « Terry » Donovan
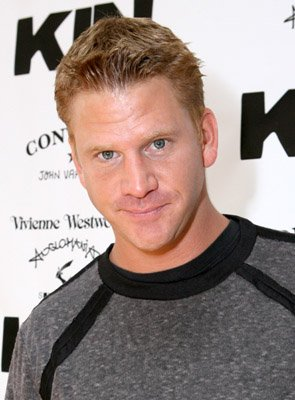
Dash Mihok interprète Brendan « Bunchy » Donovan
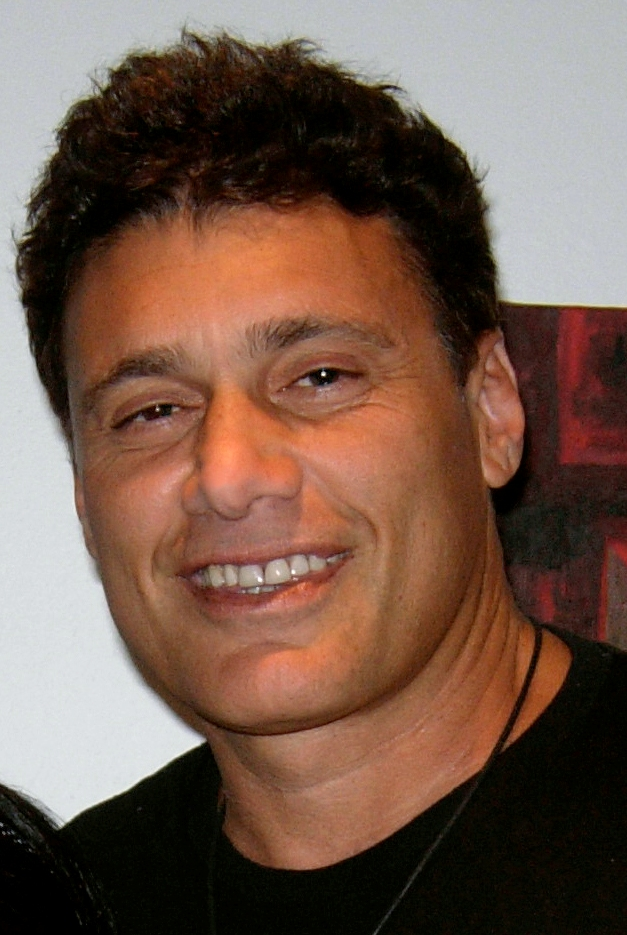
Steven Bauer interprète Avi
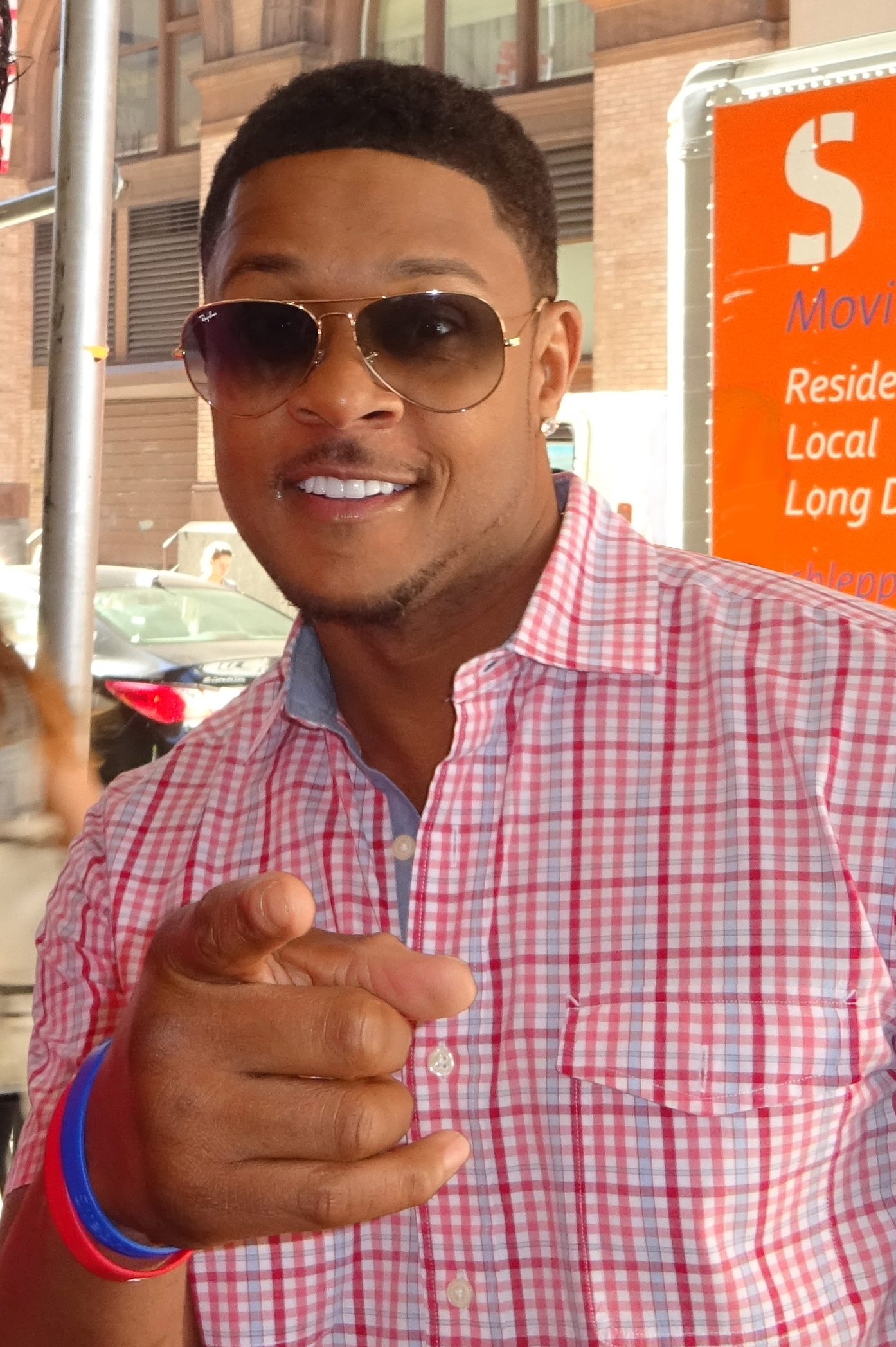
Pooch Hall interprète Daryll Donovan
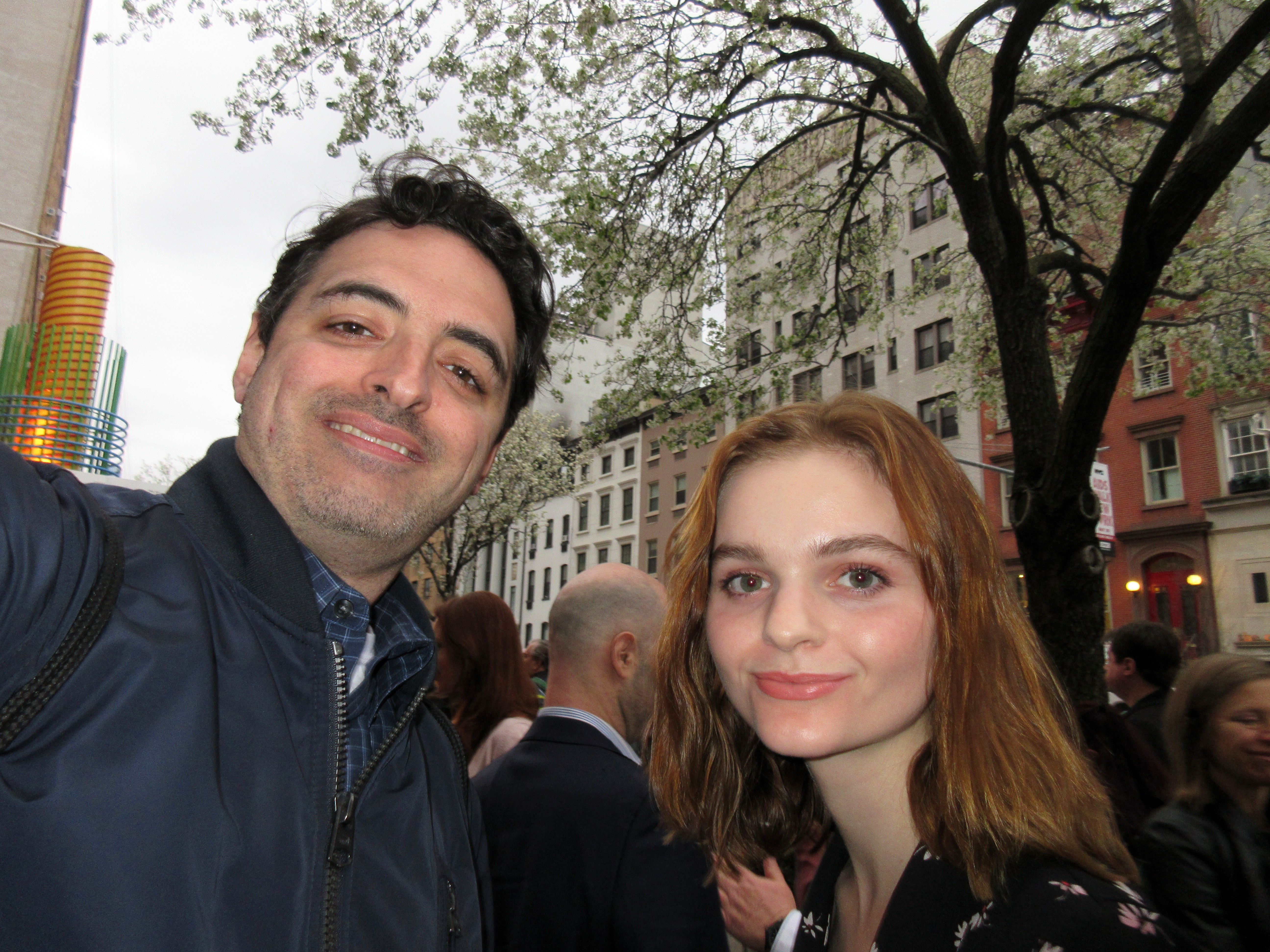
Kerris Dorsey interprète Bridget Donovan

### Acteurs récurrents
- Elliott Gould (VF : Michel Bedetti) : Ezra Goodman, le mentor et patron de Ray (saisons 1 à 3)
- Peter Jacobson (VF : Pierre Laurent) : Lee Drexler, le partenaire d'affaires d'Ezra
- Denise Crosby (VF : Martine Irzenski) : Deb
- Sheryl Lee Ralph (VF : Michèle Bardollet) : Claudette Weisbrod
- Austin Nichols (VF : Franck Lorrain) : Tommy Wheeler
- Johnathon Schaech (VF : Damien Boisseau) : Sean Walker (saison 1)
- Brooke Smith (VF : Véronique Augereau) : Frances
- Josh Pais (VF : Jérôme Wiggins) : Stu Feldman
- Ambyr Childers (VF : Marie Tirmont) : Ashley Rucker
- Michael McGrady (en) (VF : François Siener) : Frank
- Rosanna Arquette (VF : Brigitte Bergès) : Linda (saison 1)
- Frank Whaley (VF : Éric Legrand) : Van Miller (saison 1)
- Robert G. Brewer (VF : Achille Orsoni) : Eddie, le conducteur de taxi
- Craig Ricci Shaynak (en) : Tiny, le neveu de Sully (saisons 1 et 2)
- James Woods (VF : Dominique Collignon-Maurin) : Patrick « Sully » Sullivan (saison 1)
- Hank Azaria (VF : Jean-Luc Kayser) : Ed Cochran (saisons 2, 3 et 4)
- Sherilyn Fenn (VF : Ivana Coppola) : Donna Cochran (saison 2)
- Kip Pardue (VF : Éric  Daries) : l'agent Tom Volchek (saison 2)
- Wendell Pierce (VF : Paul Borne) : Ronald Keith (saison 2 et 3)
- Vinessa Shaw (VF : Juliette Degenne) : Kate McPherson (saison 2)
- Omar Dorsey (VF : Jean-Baptiste Anoumon) : Cookie Brown (saison 2)
- Brian Geraghty (VF : Alexandre Gillet) : l'inspecteur Jim Halloran (saison 2)
- Ian McShane (VF : Patrick Raynal) : Andrew Finney (saison 3)
- Katie Holmes (VF : Alexandra Garijo) : Paige Finney (saison 3)
- Skyler Shaye : Cindy (saison 3)
- Aaron Staton (VF : Sébastien Desjours) : Greg Donellen (saisons 3 et 4)
- Leland Orser (VF : William Coryn) : Père Romero (saisons 3 et 4)
- Ted Levine (VF : François Siener) : Little Bill Primm (saison 4)
- Richard Brake (VF : Philippe Beautier) : Vlad (saison 4)
- Lisa Bonet (VF : Odile Schmitt) : Marisol (saison 4)
- Gabriel Mann (VF : Damien Ferrette) : Jacob Waller (saison 4)
- Paula Jai Parker (en) (VF : Maïk Darah) : Sylvie Starr (saison 4)
- Stacy Keach : le Texan (saison 4)
- Adina Porter (VF : Juliette Poissonnier) : Vicky Delgatti[6] (saison 5)
- Brian J. White (VF : Jean-Baptiste Anoumon) : Jay[6] (saison 5)
- Lili Simmons (VF : Audrey Sablé) : Natalie James[6] (saison 5)
- Graham Rogers (VF : Gabriel Bismuth-Bienaimé) : Smitty, petit-ami de Bridget[7] (saison 5)
- Michel Gill (VF : Yann Guillemot) : Doug Landry[7] (saison 5)
- Rhys Coiro (VF : Anatole de Bodinat) : Rob Heard[8] (saison 5)
- Billy Miller (VF : Igor Chometowski) : Todd Doherty[9] (saison 5)
- Susan Sarandon (VF : Béatrice Delfe) : Samantha Winslow[10] (saison 5)
- Keir O'Donnell (VF : Vincent Ropion) : George[11] (saison 5)
- Ryan Dorsey (VF : Sam Salhi) : Dime-Bag[12] (saison 5)
- Lois Smith (VF : Frédérique Cantrel) : Dolores (saison 7)

- Version française
  - Société de doublage : Mediadub International[13] (saisons 1 à 3) puis Libra Films (saisons 4 à 7)
  - Direction artistique : Philippe Blanc
  - Adaptation : Félicie Seurin, Igor Conroux, Romain Hammelburg, Jérôme Dalotel

 Source et légende : version française (VF) sur RS Doublage et Doublage Séries Database
- Version originale sous-titréeSonia Eschbach et Pascale Joseph

## Production
Le 4 février 2020, la production de la 8e saison, qui devait être la dernière, est annulée .
Quelque temps après l'acteur principal Liev Schreiber laisse entendre que les fans ont été entendus et que la série pourrait avoir droit à une fin mais peut-être dans un nouveau format, au même moment d'autres rumeurs disent que le tournage de cette fin démarrerait à l'automne 2020 . 
Le 24 février 2021, Showtime a annoncé la sortie d'un long métrage qui fera office de conclusion pour la série. La diffusion est programmée pour 2022 avec David Hollander à la réalisation et en co-écriture avec  Liev Schreiber . Le showrunner de la série annonce que le film sera très ambitieux et très cinématographique . 

## Épisodes

### Première saison (2013)
1. Le Sac ou la Batte (The Bag or the Bat)
2. À pleine bouche (A Mouth is a Mouth)
3. Twerk (Twerk)
4. La Cadillac Noire (Black Cadillac)
5. Le Golem (The Golem)
6. La Crémaillère (Housewarming)
7. Nouvel Anniversaire (New Birthday)
8. Bridget (Bridget)
9. Road Trip (Road Trip)
10. Révélations (Fite Nite)
11. Réservoir Blood (Bucky Fuckn' Dent)
12. Copie conforme (Same Exactly)

### Deuxième saison (2014)
Le 16 juillet 2013, la série a été renouvelée pour une deuxième saison diffusée à partir du 13 juillet 2014.
1. Yo Soy Capitán (Yo Soy Capitán)
2. Retour au bercail (Uber Ray)
3. Prêt sur gage (Gem and Loan)
4. Niqué ! (S.U.C.K.)
5. Printemps irlandais (Irish Spring)
6. Nouveaux départs (Viagra)
7. Bon anniversaire (Walk This Way)
8. Sunny (Sunny)
9. Flocon de neige (Snowflake)
10. Volcheck (Volcheck)
11. Le Rodef (Rodef)
12. Le Capitaine (The Captain)

### Troisième saison (2015)
Le 20 août 2014, la série a été renouvelée pour une troisième saison diffusée à partir du 12 juillet 2015.
1. La Rolls des barbecues (The Kalamazoo)
2. The Power of Love (Ding)
3. Des donuts et de la coke (Come and Knock on Our Door)
4. Le Petit Déjeuner des champions (Breakfast of Champions)
5. Fifty-fifty (Handshake Deal)
6. Vote décisif (Swing Vote)
7. Repentance (All Must Be Loved)
8. Les Tulipes (Tulip)
9. L'Échange (The Octopus)
10. Une nuit à Yerevan (One Night in Yerevan)
11. Le Tisonnier (Poker)
12. L'Éveil (Exsuscito)

### Quatrième saison (2016)
Le 11 août 2015, la série a été renouvelée pour une quatrième saison, diffusée à partir du 28 juin 2016.
1. La Fille à la guitare (Girl with Guitar)
2. Marisol (Marisol)
3. Le Gros Fer à cheval vert de Little Bill Primm (Little Bill Primm's Big Green Horseshoe)
4. Flic bimbo incorruptible (Federal Boobie Investor)
5. Prendre sa revanche avant de partir (Get Even Before Leavin')
6. Fish And Bird (Fish and Bird)
7. Norman sauve le monde (Norman Saves the World)
8. Le Texan (The Texan)
9. Adieu beauté (Goodbye Beautiful)
10. Lake Hollywood (Lake Hollywood)
11. Algèbre chinoise (Chinese Algebra)
12. Le Rat noir (Rattus Rattus)

### Cinquième saison (2017)
Le 11 août 2016, la série a été renouvelée pour une cinquième saison de douze épisodes diffusée depuis le 6 août 2017.
1. Abby (Abby)
2. Las Vegas (Las Vegas)
3. Promeneur de chiens (Dogwalker)
4. Vendu (Sold)
5. Shabbos Guy (Shabbos Goy)
6. Shelley Duvall (Shelley Duvall)
7. Si je devais tomber de grâce avec Dieu (If I Should Fall from Grace with God)
8. Les Chevaux (Horses)
9. Mister Lucky (Mister Lucky)
10. Bob le bricoleur (Bob the Builder)
11. Michael (Michael)
12. Le Temps de prendre une cigarette (Time Takes a Cigarette)

### Sixième saison (2018-2019)
Le 23 octobre 2017, la série a été renouvelée pour une sixième saison de douze épisodes, désormais tournée à New York, et diffusée à partir du 28 octobre 2018.
1. Staten Island, 1re partie (Staten Island – Part 1)
2. Staten Island, 2e partie (Staten Island – Part 2)
3. Il sera strict. il sera méchant (He Be Tight. He Be Mean)
4. Le gros (No Blacks No Dogs No Irish.)
5. Ellis Island (Ellis Island)
6. Une fille nommée Maria (A Girl Named Maria)
7. La 123ème (The 1-3-2)
8. Qui jadis fut mort (Who Once Was Dead)
9. Tu peux rêver ! (Dream On)
10. Bébé (Baby)
11. Never Gonna Give You Up (Never Gonna Give You Up)
12. Les morts (The Dead)

### Septième saison (2019-2020)
Le 20 décembre 2018, la série a été renouvelée pour une septième saison, diffusée entre le 17 novembre 2019 et le 19 janvier 2020.
1. Foi. Espoir. Amour. Chance (Faith. Hope. Love. Luck)
2. Pas facile de trouver un homme bien (A Good Man is Hard to Find)
3. Photo de famille (Phantom)
4. Syndrome herpétique (Hispes)
5. Une berceuse irlandaise (An Irish Lullaby)
6. La taupe (Inside Guy)
7. L'agent de transfert (The Transfer Agent)
8. Un passeport et un flingue (Passport and a Gun)
9. Sur écoute (Bugs)
10. Tu ne marcheras jamais seul (You'll Never Walk Alone)

### Téléfilm
Ray Donovan: The Movie est diffusée en 2022.

## Accueil

### Critiques
Sur Metacritic, la série affiche un score de 75⁄100 de critiques positives pour la saison 1 et de 73⁄100 pour la saison 2. Sur Rotten Tomatoes les scores sont respectivement de 76 % et 80 %
Pour Télérama « Autant dire qu'on ne s'ennuie pas dans Ray Donovan, mélange soigné de thriller mafieux et de drame familial... elle profite d'une belle utilisation de Los Angeles (on bouge beaucoup) et d'un casting quatre étoiles (Mickey Donovan est incarné par un Jon Voight parfait, et tous les seconds rôles sont au poil, à commencer par Eddie Marsan (vu dans Southcliffe). La présence animale de Schreiber, le côté salaud attachant du personnage, les rebondissements de l'intrigue nous accrochent. ». Pour les Inrocks, « Sous le soleil exactement, la dépression guette sévèrement les pantins de ce drame capable d’accès de folie en tous genres. »

### Audiences

#### Aux États-Unis
Lors de la première diffusion aux États-Unis, l'audience moyenne par épisode est de 1,42 million de téléspectateurs lors de la première saison, 1,50 million lors de la deuxième saison et 1,38 million pour troisième saison.
| Saison | Nombre d’épisodes | Diffusion originale | Diffusion originale | Diffusion originale | Diffusion originale            |
| Saison | Nombre d’épisodes | Années              | Début de saison     | Fin de saison       | Audience moyenne (en millions) |
| ------ | ----------------- | ------------------- | ------------------- | ------------------- | ------------------------------ |
| 1      | 12                | 2013                | 30 juin 2013        | 22 septembre 2013   | 1,42                           |
| 2      | 12                | 2014                | 13 juillet 2014     | 28 septembre 2014   | 1,50                           |
| 3      | 12                | 2015                | 12 juillet 2015     | 27 septembre 2015   | 1,38                           |
| 4      | 12                | 2016                | 26 juin 2016        | 18 septembre 2016   | 1,12                           |
| 5      | 12                | 2017                | 6 août 2017         | 29 octobre 2017     | 1,14                           |
| 6      | 12                | 2018-2019           | 28 octobre 2018     | 13 janvier 2019     | 0,95                           |
| 7      | 10                | 2019-2020           | 17 novembre 2019    | 19 janvier 2020     |                                |